# Ladislav Švirák
Ladislav Švirák (* 6. srpna 1972, Vsetín) je český římskokatolický duchovní, generální vikář arcidiecéze olomoucké, kanovník a probošt Metropolitní kapituly u sv. Václava v Olomouci.

## Život
Vyrůstal v Lidečku společně se dvěma staršími sestrami. Vyučil se opravářem zemědělských strojů na Středním odborném učilišti zemědělském ve Vsetíně a dva roky pracoval v zemědělském družstvu.[zdroj?]
V roce 1991 nastoupil na Biskupské gymnázium v Brně, kde v roce 1993 maturoval, a poté zahájil přípravu ke kněžství: Nejprve v Teologickém konviktu v Litoměřicích (1993–1994) a poté na Cyrilometodějské teologické fakultě v Olomouci (1994–1999). Následně působil rok jako jáhen v Bánově a Starém Hrozenkově.[zdroj?]
Kněžské svěcení přijal v Olomouci 24. června 2000 z rukou arcibiskupa Jana Graubnera. Poté působil dva roky jako kaplan ve Vyškově a okolních farnostech. Od 1. července 2002 byl ustanoven administrátorem a později farářem v Dolním Němčí a spravoval také sousední farnost Horní Němčí.[zdroj?]
K 1. červenci 2010 byl jmenován farářem katedrální farnosti sv. Václava v Olomouci, souběžně s tím měl na starosti i duchovní správu několika dalších farností (excurrendo) v rámci Olomouce a blízkého okolí. V roce 2015 se stal děkanem olomouckého děkanátu. Od roku 2013 je také kanovníkem Metropolitní kapituly u sv. Václava v Olomouci a od roku 2018 jejím proboštem. V roce 2017 byl jmenován členem arcidiecézní liturgické komise.
Dne 13. 4. 2024 ho olomoucký arcibiskup Mons. Josef Nuzík jmenoval svým generálním vikářem.[zdroj?]